# 36 Ansichten des Pic Saint-Loup
36 Ansichten des Pic Saint-Loup ist ein französisch-italienischer Spielfilm aus dem Jahr 2009. Regie führte Jacques Rivette, einer der wichtigsten Vertreter der Nouvelle Vague.

## Handlung
Fünfzehn Jahre sind vergangen, seit Kate den von ihrem Vater geleiteten kleinen Zirkus verlassen hat – von ihm fortgejagt worden ist, wie sie sagt. Unmittelbar vor dem Beginn einer neuen Sommertournee, die durch die Gegend rund um den Berg Pic Saint-Loup führt, ist ihr Vater gestorben, und Kate, die eigentlich für ein Pariser Dekorationsatelier arbeitet, kehrt zum Zirkus zurück und wird sich dort abseits der Manege nützlich machen.
Auf dem Weg begegnet sie dem Italiener Vittorio, der ihr bei einer Autopanne hilft und der sich fortan, dem Zirkus von Ort zu Ort folgend, als regelmäßiger Besucher bei den ansonsten sehr spärlich besuchten Vorstellungen mit Nummern aus einer vergangenen Zeit einfindet. Auch sucht Vittorio das Gespräch mit den Artisten und den Clowns, denn schnell ist ihm klargeworden, dass es ein Geheimnis um Kate gibt, von dem alle wissen, von dem aber niemand in deutlicher Weise reden mag. Der Name „Antoine“ fällt dabei immer wieder. Kate selbst reagiert ein ums andere Mal nicht wirklich unfreundlich, aber doch sehr reserviert, wenn Vittorio mehr über sie erfahren will – ja, sagt sie, er habe etwas von einem Inquisitor oder zumindest einem Voyeur an sich.
Schließlich ist es Kates Nichte Clémence, die Vittorio einweiht: Es habe vor fünfzehn Jahren ein Unglück gegeben, Kate habe bei einem Kunststück mit einer Peitsche den Mann, den sie liebte – Antoine, tödlich getroffen.
Vittorio setzt darauf, dass eine Wiederholung des Kunststücks – mit dem Artisten Wilfrid an der Peitsche und Kate, die zu zertrennende Zeitung vor sich haltend – sie von dem Trauma befreien kann.
Das Kunststück gelingt, und in einem letzten Gespräch zwischen Kate und Vittorio deutet sie an, dass das Trauma gewichen sei, sie aber nicht wisse, ob sie darüber glücklich sein solle.
Vittorio zieht weiter – man erwarte ihn in Barcelona, behauptet er.

## Hintergrund
- Der Titel des Films ist eine Allusion auf die Holzschnittserie 36 Ansichten des Berges Fuji des japanischen Malers Hokusai.
- Die Dreharbeiten fanden im September 2008 in der Umgebung des Pic Saint-Loup an verschiedenen Orten der Region Languedoc-Roussillon statt.[1] Eine Szene wurde in Paris gedreht, und die Aufnahmen einiger Zirkusnummern fanden in den Cinecittà-Studios in Rom statt.
- Bei seinem Plan, Kate durch ein Schockerlebnis von ihrem Trauma zu befreien, beruft sich Vittorio auf einen Satz, den Rainer Maria Rilke in seinen Briefen an einen jungen Dichter geschrieben hat. Vittorio sagt – leicht abgewandelt und ins Französische übersetzt: „Vielleicht sind alle Drachen unseres Lebens Prinzessinnen, die darum bitten, von uns erlöst zu werden.“[2] (Bei Rilke heißt es: „..., die nur darauf warten uns einmal schön und mutig zu sehen.“)
- Der Film wurde erstmals im Rahmen des Wettbewerbs bei den 66. Filmfestspielen von Venedig und in der Folge auf zahlreichen internationalen Festivals gezeigt, so auch am 26. Oktober 2009 auf der Viennale und am 1. Juli 2010 beim Filmfest München.

## Kritik
Cristina Nord schrieb in der taz, Jacques Rivettes Film sei „ein kleiner Film, ein wenig altmodisch wie der Wanderzirkus, aber gerade darin rund“. Rivette habe den Film „ohne große Emphase und Dramatik, dafür mit mildem Humor und einer Vorliebe für theatralische Auflösungen in Szene“ gesetzt.

## Auszeichnungen
Nach der Teilnahme am Wettbewerb um den Goldenen Löwen bei den 66. Filmfestspielen von Venedig folgte 2010 eine Nominierung für Sergio Castellitto als Bester Hauptdarsteller für den Nastro d’Argento.